# Sedum mellitulum
Sedum mellitulum är en fetbladsväxtart som beskrevs av Joseph Nelson Rose. Sedum mellitulum ingår i Fetknoppssläktet som ingår i familjen fetbladsväxter. Inga underarter finns listade i Catalogue of Life.